# Любимов, Денис Сергеевич
Денис Сергеевич Любимов (19 марта 1998 года, Тольятти, Россия) — российский футболист, защитник.

## Карьера
Начинал свою карьеру во второй команде «СКА-Хабаровска». В сезоне 2017/18, когда дальневосточники играли в премьер-пиге, выступал в молодежном первенстве — 23 матча. Летом 2018 года перешел в клуб армянской Первой лиги «Ереван», где играли его соотечественники Станислав Ефимов, Евгений Евгеньев, Роман Завьялов и Максим Евстигнеев. Россияне помогли команде выйти в элиту местного футбола. В ней защитник дебютировал 2 августа в матче против «Арарата» (0:1).
В 2020 году переехал в Кыргызстан, где заключил контракт с клубом Премьер-Лиги «Лидер» (Иссык-Куль). Дебютировал 15 марта в матче первого тура против «Нефтчи» Кочкор-Ата (0:1).